# Saint-Symphorien (Gironda)
Saint-Symphorien è un comune francese di 1 764 abitanti situato nel dipartimento della Gironda nella regione della Nuova Aquitania.

## Società

### Evoluzione demografica
Abitanti censiti